# ジアステレオマー

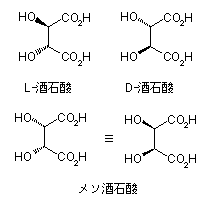
酒石酸には 3 つの立体異性体があり、このうち D 体とメソ体、L 体とメソ体がそれぞれジアステレオマーの関係にある。

シクロアルカン類では、ジアステレオマーはシス-トランス異性体として分類できる。

ジアステレオマー (Diastereomer) は化学物質の異性体のひとつ。立体異性体のうち、鏡像異性体（エナンチオマー）でないものをいう。幾何異性体（シス-トランス異性体）もジアステレオマーに含まれる。偏左右異性体という訳語が稀に用いられる。
化合物 A が化合物 B のジアステレオマーである場合、A と B の分子式や化学結合の様式は等しいが、平行移動や回転操作を施してもぴったりと重ね合わせることはできない。また、A の鏡像も B とは重ならない。

## 解説
一般に、複数のキラル中心がある化合物はジアステレオマーを持つ。例えば、酒石酸には 2 つの不斉炭素があり、それぞれ R/S の 2 種類の立体配置を取りうるため、分子全体では RR・RS・SR・SS の 4 つの立体配置をとる。このうち、RS と SR は重ね合わせることができる完全に等価な化合物である（メソ化合物）。したがって、酒石酸には合計 3 つの立体異性体がある。このうち、RR と SS は互いに鏡像であるエナンチオマーの関係にあり、RR と RS および SS と RS はそれぞれジアステレオマーの関係にある。

## 性質
エナンチオマー同士は旋光性以外の物理的性質が等しいため、キラルカラムを用いたクロマトグラフィーや、酵素や不斉触媒を用いた化学反応など、元々キラリティーを有する物質を作用させる手法でなければ分離することができない。一方、ジアステレオマー同士は沸点・溶解度・極性などが互いに異なるため、蒸留や再結晶など、キラリティーのない（アキラルな）方法でも分離が可能である。この性質を利用して、アミノ酸や糖の誘導体など天然から容易に得られるキラル化合物を分離したいラセミ体に結合させ、ジアステレオマーとしてから分離する光学分割が広く行われている。

## エリトロとトレオ
ジアステレオマーを区別するときに用いられる接頭辞にエリトロ (erythro) とトレオ (threo) がある。フィッシャー投影式を用いてジアステレオマーを表す時、エリトロ型は同じ側に 2 つの同一の置換基を持つ。これに対し、トレオ型は両側に 1 つずつ同一の置換基を持つ。この呼び方はエリトロースとトレオースに由来する。

エリトロースは 2 つのヒドロキシル基が同方向になる。
トレオースは 2 つのヒドロキシル基が逆方向になる。